# Bruto
Bruto is de gemeten hoeveelheid (gewicht, grootte) van iets zonder de aftrek van dat wat niet nuttig is.
- het brutogewicht: inclusief de verpakking
- het bruto-oppervlak: inclusief dat wat niet kan worden benut (bij gebouwen: de muren, bij bouwgrond: de opstallen)
- het brutoloon: inclusief belasting en premies (brutoloon wordt ook wel vuil loon genoemd)
- een brutoprijs: inclusief btw en andere toeslagen

Netto is dezelfde gemeten hoeveelheid met de aftrek van dat wat niet nuttig is of niet meer nuttig is. Tarra is het verschil tussen bruto en netto.

## Brutering
Brutering is het bepalen van de bruto hoeveelheid uit de netto hoeveelheid, vooral bij geldbedragen zoals lonen en uitkeringen. Soms heeft het bruteringsprobleem meer dan één oplossing. Bij bijvoorbeeld een belastingtarief van 40%, met afronding naar boven op hele euro's, hoort bij € 8 netto zowel € 12 als € 13 bruto. Bij de Nederlandse loonheffing doet zich iets soortgelijks voor, maar dan vooral door de indeling in loonklassen van € 4,50 per maand. Zo kan het bruteren van € 2000 zowel € 2910,25 als € 2912,16 opleveren (groene maandtabel 2012, met algemene loonheffingskorting, jonger dan 65 jaar).